# Guiratangare
De guiratangare (Hemithraupis guira) is een zangvogel uit de familie Thraupidae (tangaren).

## Verspreiding en leefgebied
Deze soort telt acht ondersoorteen:
- H. g. nigrigula: noordelijk deel van Centraal-Colombia, Venezuela (behalve het zuidoosten), de Guyana's (behalve het westelijk-centrale deel van Guyana) en noordoostelijk Brazilië.
- H. g. roraimae: zuidoostelijk Venezuela en het westelijke deel van Centraal-Guyana.
- H. g. guirina: van westelijk en centraal Colombia tot noordwestelijk Peru.
- H. g. huambina: zuidoostelijk Colombia, oostelijk Ecuador, noordoostelijk Peru en westelijk Brazilië.
- H. g. boliviana: oostelijk Bolivia en noordwestelijk Argentinië.
- H. g. amazonica: centraal Brazilië.
- H. g. guira: oostelijk Brazilië.
- H. g. fosteri: zuidoostelijk Brazilië, Paraguay en noordoostelijk Argentinië.